# Pelopincho y Cachirula
Pelopincho y Cachirula es una serie de historieta creada por el historietista uruguayo Fola. Narra las aventuras y disputas de una pareja de niños: el ingenioso y algo torpe Pelopincho y la irascible Cachirula.
El nombre original de la serie era Ciengramos y Viola y se publicaba en la revista Mundo Uruguayo desde 1931. A partir de 1938 fue publicada en El Diario y desde 1965 en El Bien Público. En Argentina se publicó en Billiken desde antes de 1952 y luego en Anteojito y las españolas Nicolas y Petete.